# Oreophryne anulata
Espèce
Synonymes
- Phrynixalus anulatus Stejneger, 1908
- Chaperina visaya Taylor, 1920

Statut de conservation UICN

 LC  : Préoccupation mineure
Oreophryne anulata est une espèce d'amphibiens de la famille des Microhylidae.

## Répartition
Cette espèce est endémique des Philippines. Son aire de répartition concerne l'île de Biliran et les régions montagneuses de Mindanao,.

## Description
Oreophryne anulata mesure environ 15 mm

## Publications originales
- Stejneger, 1908 : Two new species of toads from the Philippines. Proceedings of the United States National Museum, vol. 33, no 1578, p. 573-576 (texte intégral).
- Taylor, 1920 : Philippine Amphibia. Philippine Journal of Science, vol. 16, p. 213–359 (texte intégral).